# تپه ادکان
تپه ادکان مربوط به سده‌های اولیه و متاخر دوران‌های تاریخی پس از اسلام است و در شهرستان اسفراین، بخش مرکزی، دهستان زرق آباد، ۱۰۰ متری غرب روستای ادکان واقع شده و این اثر در سال ۱۳۸۶ توسط باستان‌شناس احمد نیک گفتار مورد شناسایی. و در تاریخ ۲ مرداد ۱۳۸۷ با شمارهٔ ثبت ۲۳۱۰۴ به‌عنوان یکی از آثار ملی ایران به ثبت رسیده است.